# ニガクリタケ
ニガクリタケ（苦栗茸、学名: Hypholoma fasciculare）はハラタケ目モエギタケ科モエギタケ亜科クリタケ属の小型から中型のキノコ。食用キノコのクリタケに似ていることから誤食しやすい毒キノコで知られ、和名もクリタケに似ているが噛むと強い苦味があることから名づけられている。各種広葉樹や針葉樹の倒木などに群生し、傘は黄色で成熟するとヒダが黒くなる。毒性は強く多くの死亡例がある毒キノコである 。ニガコ・ニガッコ（東北）、ニガモダシ、ニガタケ、ウラグロ、スズメタケ（青森）などの地方名がある。

## 分布・生態
汎世界的に分布。北アメリカ、ヨーロッパなどの地域にも分布する。
発生期間が長く、至る所で見かけるありふれたキノコで、ほぼ一年中見ることが出来る。人里近くのシイ・カシ林、雑木林、ブナ・ミズナラ林、スギ・マツなどの針葉樹林で見られる。タケの枯れ稈にも束生する。
木材腐朽菌、白色腐朽菌（腐生性）。春から晩秋にかけて、各種針葉樹および広葉樹の倒木や切り株、枯れた幹などに多数群する。樹木の多い公園などでも普通に生えていて、他のキノコが少ない時期によく目立つ。特に伐採した木が積み上げられている場所に群生していることが多い。

## 形態
子実体は傘と柄からなる。傘の直径が2 - 5センチメートル (cm) 程度の小型のキノコである。傘ははじめ半球形から丸山形、のちにまんじゅう形から、扁平か傘の中央が盛り上がった扁平に開く。表面は湿り気を帯び、なめらかで、多少浸水状。色は鮮黄色から淡褐色で、傘の中央が橙褐色のち硫黄色になる。クリタケ（Hypholoma lateritium）を黄色くしたような感じだが、色の変異があって一様ではない。幼菌時の皮膜の名残が、傘の縁や柄にあるが、のちに消失する。ヒダは幅狭く密、柄に湾生から上生し、はじめ淡黄色から硫黄色、のちに胞子が成熟するとオリーブ褐色からついに暗紫褐色になる。
柄は長さ2 - 8 cm、太さ3 - 7ミリメートル (mm) で細く、傘と同色であるが、下方に向かって橙褐色。中空。しばしば湾曲する。柄の表面は繊維状で絹糸状の光沢があり、不完全なツボがあるが消失しやすい。柄の上部にクモの巣状の皮膜がつくことが多く、幼菌時のヒダはこのクモの巣状膜で覆われている。肉は黄色で、名前の通り生のものは非常に苦く、飲み込まずに味見をすることで区別できる。加熱すると苦みは消えるが、毒性はそのままである。
担子胞子は楕円形で大きさは6 - 7.5 × 3.5 - 4.5マイクロメートル (μm) 、平滑、淡汚黄色。胞子紋は紫褐色である。
日本でニガクリタケとよばれていたキノコは、発生場所や、苦味の強弱などに差異が多く見られることから、形態がよく似た複数の類似種の存在が指摘されていたが、2014年になって日本産のニガクリタケには Hypholoma fasciculare の他に日本未報告種の H. subviride が含まれていることが判明した。同種はアメリカ合衆国、コスタリカ、ベリーズに分布する。

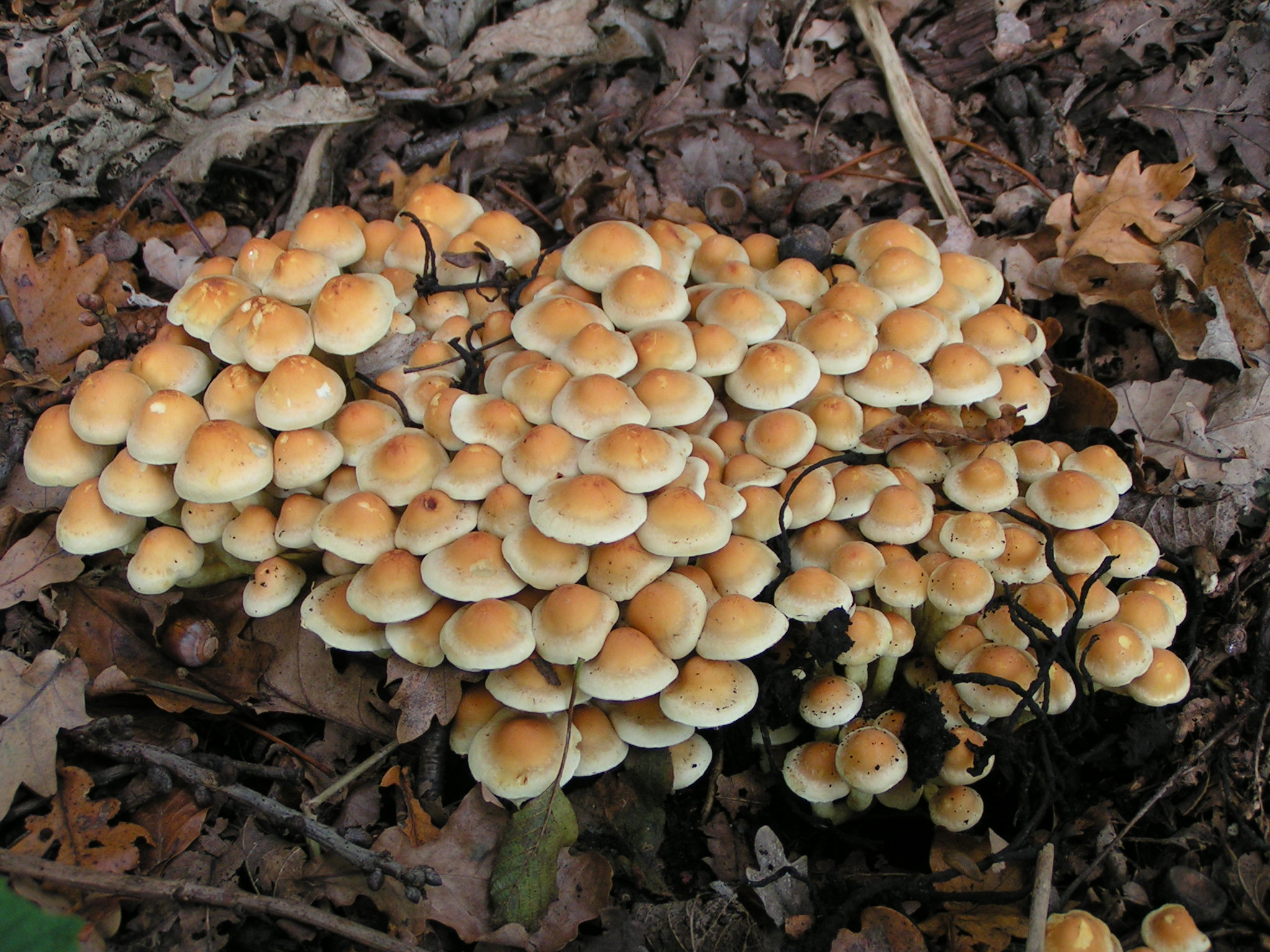
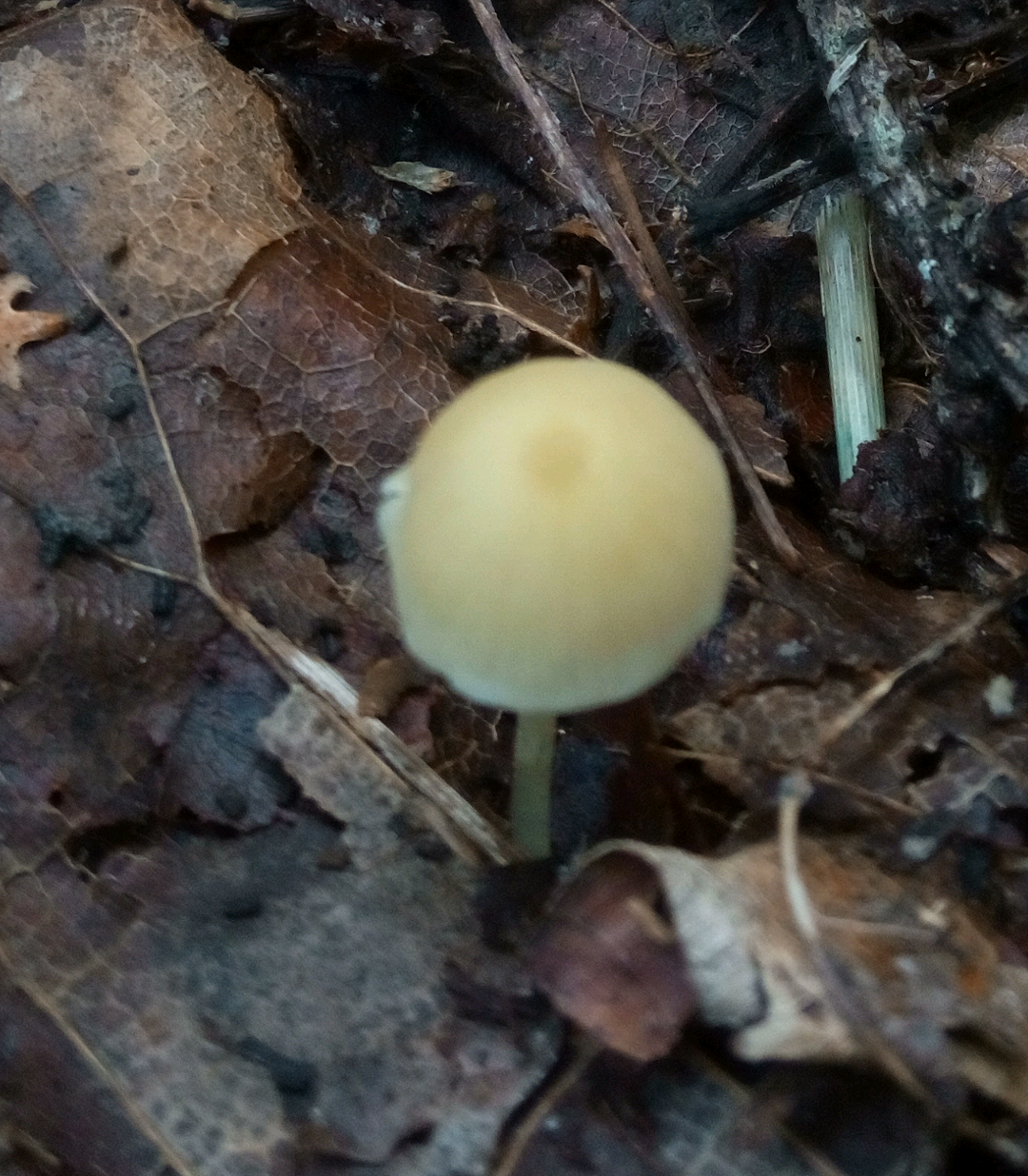
ニガクリタケ 小型の個体

## 毒性
小さなキノコであるが姿や形が食菌のナメコやクリタケに似ているので、しばしば誤食事故を起こしており、過去に死亡例もある猛毒キノコである。食べると胃のむかつきに始まり、嘔吐、下痢、腹痛を引き起こして、最悪の場合は死に至る。ただし、その名の通りとても苦いため、生の状態でかじってみると食べる気にはならないほどである。ところが、加熱すると苦みは感じなくなるものの、その毒性はなくならないため中毒を起こしてしまう。同定に迷ったときは、絶対に食べないように注意喚起されている。

### 毒成分
毒成分としてはトリテルペンでステロイド骨格を持つファシクロール（ファシキュロール、fasciculol）E、F が分離されており、カルモジュリン阻害作用を持つ。ファシクロール類は苦味の元でもある。ほかにムスカリン類、ネマトリン（苦味物質、細胞毒、抗菌物質）、ファシキュラーレリシン（溶血性タンパク）が含まれる。その他の化合物に、ファシキュリン酸（抗菌物質）、ハイフォロミンA,B（色素）、ファシキュリンA,B（蛍光物質）が含まれている。
しかし、ファシクロール類だけでは多彩な中毒症状を説明できず、現在のところ、致死性の毒成分は未解明である（鳥取大学により培養・成分抽出などの研究が続けられている）。1983年に千葉大学の藤本らの研究によりマウスに対する毒性が確認され、ファシクロールEは50 mg/kg、ファシクロールFは168 mg/kgでマウスはけいれんし死亡している。

### 中毒症状
食後数十分から3時間程度で、消化器系の症状が中心で強い腹痛、激しい嘔吐、下痢、悪寒などの症状が現れる。重症の場合は、脱水症状、アシドーシス、痙攣、ショック、手足の麻痺などを経て、神経麻痺や肝障害などを引き起こし、最悪の場合は死に至る。しかし一部には、茹でこぼしてから、長時間流水にさらして毒抜きをして食べる習慣のある山村地域で利用された。

### 中毒例
青森県の一家の中毒例。1956年（昭和31年）5月3日、青森県五所川原市の一家6名が採取したニガクリタケを猛毒きのこと知らずに佃煮にして昼に食したところ、翌朝までに子供3人（5、7、10歳）が死亡、一時回復した13歳長女も3日後に死亡。ともに6 - 8時間後に舌の痺れ、激しい嘔吐や下痢、けいれん、その後意識不明、腹部から首にかけての紫斑などが現れ、肝障害や神経麻痺で急死。38歳の母親は嘔吐、下痢、けいれんのあと、一時意識不明になるが4日後に回復。46歳の父親も同様の症状を発症するが20時間で回復。両親が子供たちのために、自分たちは少しだけ食べて残りを食べさせたことが子供だけ死亡した原因とみられ、今関六也は「涙ぐましい親心があだとなってしまった」と評している。

## 類似の食用種
食用であるナメコ、クリタケ、クリタケモドキ、ニガクリタケモドキ、ナラタケ、ナラタケモドキと誤認しやすい。キノコ狩り初心者は、よく似た食菌のクリタケと間違って採取してしまうことがあるが、ニガクリタケは口に含むと苦いという特徴がある。クリタケはヒダが灰褐色、肉に苦みがない。クリタケの色は栗色をしているのでまず色で見分けるが、判断に迷ったら少量なら問題ないので飲み込まずに噛んで確認する。特にクリタケモドキとは全く同じ外観をしており、極めて紛らわしいので厳重に注意が必要である。

## その他
トリウムやウランを蓄積しやすいとする報告がある。